# Rede de Escritoras Brasileiras
REBRA — Rede de Escritoras Brasileiras — é uma organização não governamental, sem fins lucrativos, que pretende reunir em associação o maior número de escritoras do Brasil, que tenham compromisso público com a literatura, a cultura e a justiça social, entendendo que as idéias exprimidas pela palavra escrita tem a força de modificar a sociedade humana. E é justamente esse o principal objetivo e a missão da REBRA: o aprimoramento da sociedade brasileira em particular e da humanidade em geral, por meio da divulgação da palavra da mulher.

## Fundação e Parcerias
Foi fundada em 8 de março de 1999, para tentar corrigir a grande injustiça que as mulheres escritoras brasileiras, em particular, e as mulheres brasileiras, em geral, sofreram e continuam sofrendo ao serem permanentemente excluídas dos registros históricos de nossa sociedade[carece de fontes?].
Trabalha em conjunto com a organização mundial Women's WORLD - Women's World Organization for Rights, Literature and Development. com sede nos Estados Unidos da América.
No âmbito Latino-Americano, funciona também em parceria com a RELAT —Rede De Escritoras Latinoamericanas, sediada no Peru e atuante nos países da América do Sul e México.